# Салех аль-Арури
Салех аль-Арури (араб. صالح العاروري‎; также транслитерируется как Салах или Салих аль-Арури; так же известен как Сал[а/и/е]х Мухаммад Сулайман аль-Арури и Сал[а/и/е]х Сулейман; 19 августа 1966, Арура, Западный берег реки Иордан — 2 января 2024, Дахие) — член руководства исламистской вооружённой организации ХАМАС, признанной террористической Израилем, Канадой, США, Японией, Европейским Союзом и Организацией американских государств.
Один из командиров-основателей военного крыла ХАМАС (Бригады «Изз ад-Дин аль-Кассам»). Сообщается, что по состоянию на 2023 год он являлся заместителем председателя политбюро ХАМАС и военным командующим ХАМАС на Западном берегу реки Иордан, живя в Ливане. Он также работал вербовщиком и активно участвовал в сборе и переводе средств от имени ХАМАС.
Правительство США назвало аль-Арури «высокопоставленным военным лидером ХАМАСа, начиная с его роли лидера студенческой ячейки ХАМАС в Хевронском университете в начале 1990-х годов». За информацию о нём предлагалось вознаграждение в размере до пяти миллионов долларов США.
2 января 2024 года был убит  в Бейруте в результате удара беспилотника.

## Биография

### Образование, вербовка и тюрьма
Салех аль-Арури родился 19 августа 1966 года в Рамалле, Иордания на Западном Берегу.
В 1985 году поступил в Хевронский университет, чтобы изучать законы шариата. Он был избран главой исламской фракции в университете, где установил связи с «Кутла Исламия» (исламскими блоками), молодёжным крылом ХАМАС на территории кампуса. Благодаря своей связи с «Кутла Исламия» аль-Арури познакомился с Муином Шахибом, боевиком ХАМАСа из Бирского университета, который завербовал аль-Арури в ряды ХАМАСа и доверил ему финансирование инфраструктуры для военного аппарата ХАМАС в Хевроне.
В ноябре 1990 года аль-Арури был арестован израильскими властями. Он провёл в тюрьме всего шесть месяцев, но вскоре был снова арестован. Первоначально задержанный в административном порядке, он провёл 15 лет в тюрьме за руководящую роль в ХАМАСе.
В 2007 году аль-Арури был снова арестован израильскими властями и освобожден в марте 2010 года, вероятно, за его решающую роль в освобождении израильского солдата Гилада Шалита, захваченного ХАМАС в 2006 году. Позднее аль-Арури был изгнан из сектора Газы, поскольку считалось, что его присутствие представляет угрозу для Израиля.
Когда его выпустили из тюрьмы в Израиле в 2007 году, он сказал интервьюерам, что отвергает террористические атаки, утверждая, что ХАМАС «пострадает, если мы нанесём удар по гражданским лицам». После освобождения из тюрьмы и переехал в Дамаск, Сирия, где присоединился к политическому бюро ХАМАСа, возглавляемому Халедом Машаалем. Когда Халед Машаль покинул Дамаск в начале гражданской войны в Сирии, аль-Арури переехал в Стамбул, Турция, где основал собственное бюро.
До 2015 года аль-Арури жил в Турции; в декабре 2015 года сообщалось, что он уехал из Турции в Ливан. Ynet News сообщил, что уход Аль-Арури был частью усилий по примирению между Турцией и Израилем и обсуждался во время встречи, состоявшейся в начале декабря между президентом Турции Тайипом Эрдоганом, премьер-министром Турции Ахметом Давутоглу и политическим лидером ХАМАС Халедом Машалем.

### Лидерство и стратегия
Со слов главы британского Королевского института международных отношений (Чатем-хауса) Бронвен Мэддокс, аль-Арури следующим образом объяснил ей стратегию ХАМАС на интервью 25 марта 2007 года: «Наша задача — держать палестинцев радикализованными <…> Большинство из них моментально согласятся на мир, на какую-то сделку, которая позволила бы им спокойно продолжать свои жизни. Нам надо держать их злыми». При этом, по мнению журналиста Ynet Али Вакеда, в конце 2000-х годов аль-Арури, несмотря на свою руководящую роль в военном крыле ХАМАСа, склонялся к прагматичному подходу, в отличие от жёсткой политики остального руководства ХАМАСа.
В 2011—2015 годах, руководя отдельным бюро ХАМАСа в Стамбуле, аль-Арури, предположительно, действовал «почти независимо» от остальной части организации, «в значительной мере бросая вызов» остальному руководству своей организации, по изначальному замыслу имеющей несколько руководителей.
По словам Мэтью Левитта из Вашингтонского института ближневосточной политики, аль-Арури «был ключевой фигурой, стоящей за усилиями ХАМАСа по возрождению террористических сетей группировки на Западном Берегу». Левитт утверждает, что он направил в Израиль «десятки боевиков» с финансовыми средствами для террористического похищения израильтян с целью получения заложников для обмена на палестинских заключённых.
Некоторые действия «Бригад Аль-Кассам» были направлены на создание ячейки ХАМАСа в Хевроне, которая специализировалась на похищении израильских солдат. Фактически, ХАМАС считает, что эта стратегия является одной из наиболее эффективных для обеспечения освобождения своих сторонников. Бригады Аль-Касам и ячейка ХАМАСа в Хевроне управляются из отдаленных мест и часто получают помощь, поступающую из-за пределов израильских территорий. Это стало очевидным с 2013 года, когда ЦАХАЛ и Шабак арестовали 20 террористов, связанных с ХАМАСом, которым боевики ХАМАСа за рубежом помогали «руководством и финансированием». Израильские власти выяснили, что основным контактным лицом ячейки за границей был Хусам Бадран, освобождённый в 2011 году и сосланный в Катар в рамках сделки Гилада Шалита.
Аль-Арури заявил на конференции в Турции 20 августа 2014 года, что ХАМАС несет ответственность за похищение и убийство израильских подростков в 2014 году. Однако его утверждение было подвергнуто сомнению экспертами. В израильском оборонном ведомстве высказывалось мнение, что аль-Арури хвастался, не имея отношения к похищению.
Он считается автором серии террористических актов против израильтян, в том числе расстрела Швута Рахеля в 2015 году и расстрела Дэнни Гонена. Внимание аль-Арури было сосредоточено на наращивании военного потенциала ХАМАСа на Западном Берегу путём контрабанды оружия и создания спящих ячеек.

### Финансовая деятельность
В документах уголовного преследования, касающихся дела двух базирующихся в США членов ХАМАСа, осужденных в 2007 году, Мухаммада Хамида Халила Салаха и Абдельхалима Хасана Абдельазиза Ашкара, в котором аль-Арури был сообщником, которому не предъявлено обвинение, описывается его участие в финансовых операциях от имени ХАМАСа.
Согласно материалам дела, аль-Арури получил «десятки тысяч долларов за деятельность, связанную с ХАМАСом» и «использовал средства, предоставленные обвиняемым Салахом, для приобретения оружия, которое должно было использоваться в террористических атаках».
В сентябре 2015 года Министерство финансов США наложило санкции на аль-Арури за то, что он «ответственен… за денежные переводы в пользу ХАМАСа». Министерство финансов США заявило, что аль-Арури руководил и контролировал «распределение финансов ХАМАСа» и изображало его как «ключевого финансиста и финансового посредника для военных ячеек ХАМАСа, планирующих нападения и разжигающих беспорядки».
В 2011 году аль-Арури способствовал переводам средств семьям осужденных террористов и погибших офицеров Хамаса в координации с базирующимся в Саудовской Аравии финансовым директором Хамаса Махиром Салахом.
Власти США также утверждали, что по состоянию на 2014 год аль-Арури возглавлял инициативу ХАМАСа, которая дестабилизировала бы Палестинскую автономию и подготовила бы захват власти ХАМАСом, и что Аль-Арури «финансировал и руководил ячейкой ХАМАС на Западном Берегу, которая стремилась спровоцировать столкновения между израильскими и палестинскими силами».
В целом, в 2014 году аль-Арури руководил несколькими военными ячейками ХАМАС как на Западном Берегу, так и в Иордании. В Минфине США заявили, что к тому времени он «содействовал переводу сотен тысяч долларов ХАМАСу, в том числе бригадам Иззедин аль-Кассам, военному крылу ХАМАСа, для закупки вооружения и хранилищ для оружия». Аль-Арури удалось установить прочные связи между ячейками Западного берега и базирующимися в США финансистами Хамаса. В этой связи эксперт по финансированию терроризма Мэтью Левитт заявил, что аль-Арури «играл решающую посредническую роль между разрозненными элементами внешнего руководства ХАМАСа и местными боевиками».

### Дипломатическая деятельность

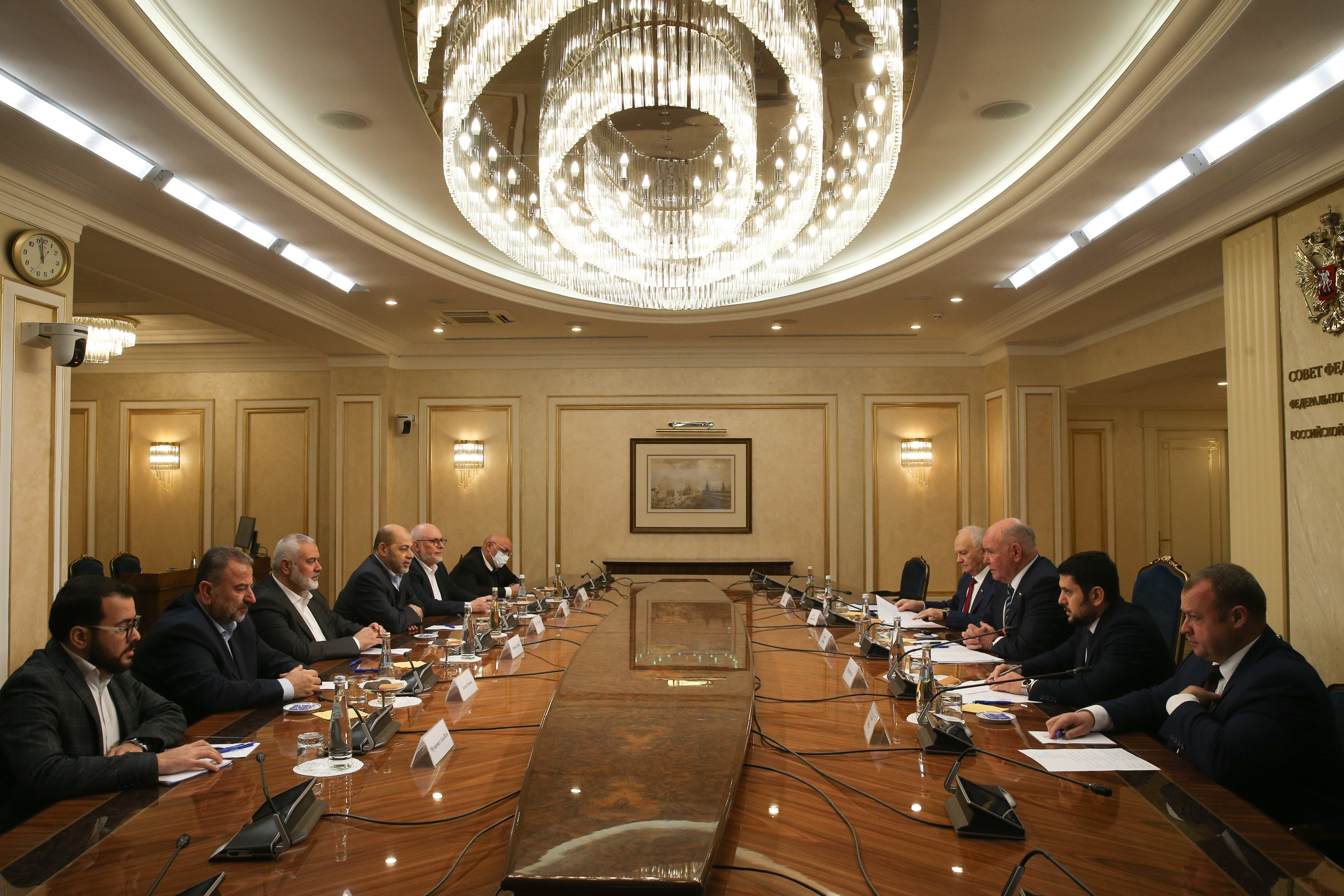
В составе делегации ХАМАС в Москве.

Аль-Арури часто путешествовал и присутствовал на официальных встречах в составе делегаций ХАМАС. В марте 2012 года он встретился с президентом Турции Эрдоганом. В октябре 2012 года он присутствовал во время визита катарского эмира в сектор Газа.
После захвата заложников при вторжении ХАМАС в Израиль заявил, что заложники из числа иностранцев находятся в регионе в качестве «гостей».

### Гибель
На момент своей смерти в 2024 году Арури жил в Ливане. Его дом в Аруре на оккупированном Израилем Западном Берегу был взорван израильскими войсками 31 октября 2023 года.
2 января 2024 года Арури был убит в районе Дахие в Бейруте в результате высокоточной атаки беспилотника. Инцидент, в результате которого погибли еще шесть человек, произошёл за день до того, как «Хезболла» отметила годовщину убийства высокопоставленного иранского военного командира Касема Сулеймани.

## Характер
Его описывают как «способного, харизматичного, подозрительного и проницательного оператора с отличными связями».